# Gmina Olsztynek
Die Gmina Olsztynek [ɔlˈʃtɨnɛk] ist eine Stadt-und-Land-Gemeinde im Powiat Olsztyński der Woiwodschaft Ermland-Masuren in Polen. Ihr Sitz ist die gleichnamige Stadt Olsztynek (deutsch Hohenstein i. Ostpr.) mit etwa 7550 Einwohnern.

## Geographie

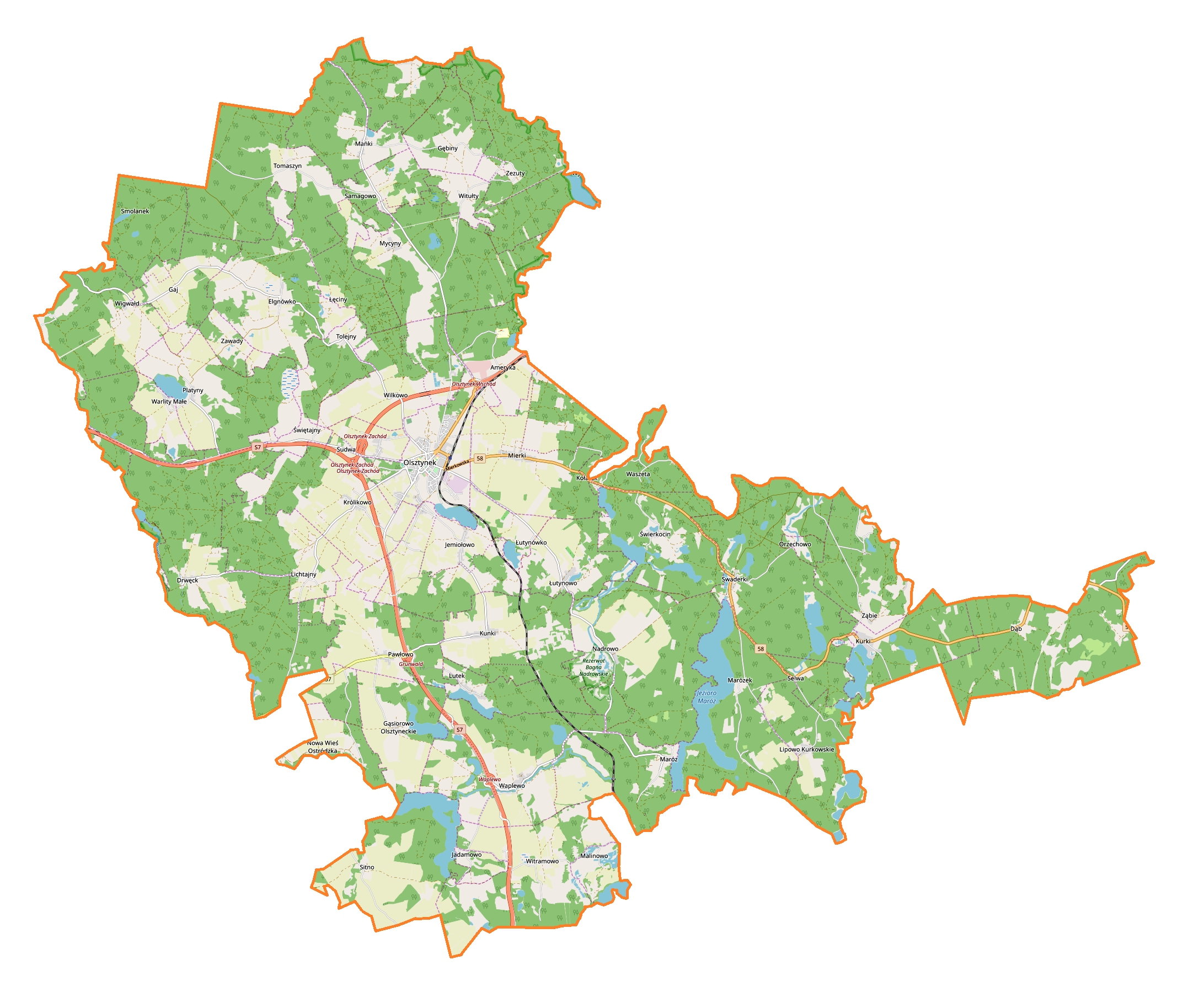
Karte der Gemeinde

Die Gemeinde liegt in der Mitte der Woiwodschaft und etwa 15 Kilometer südwestlich von Olsztyn (Allenstein). Nachbargemeinden sind Ostróda im Nordwesten, Gietrzwałd im Norden, Stawiguda im Nordosten, Purda und Jedwabno im Osten, Nidzica und Kozłowo im Süden sowie Grunwald im Westen.
Die Gemeinde hat eine Fläche von 372 km², die zu 35 Prozent land- und zu 52 Prozent forstwirtschaftlich genutzt wird. Ihr Gebiet gehört zur Masurischen Seenplatte. Es gibt zahlreiche Seen. Der größte ist der Maróz (333 Hektar). Der 908 Hektar große Pluszne Wielkie (Plautziger See) grenzt im Osten an die Gemeinde.

## Geschichte

### Verwaltungsgeschichte
Die Landgemeinde wurde 1973 aus verschiedenen Gromadas neu gebildet. Stadt- und Landgemeinde wurden 1990/1991 zur Stadt-und-Land-Gemeinde zusammengelegt. Ihr Gebiet gehörte von 1946 bis 1998 zur Woiwodschaft Olsztyn in unterschiedlichem Zuschnitt. Zum 1. Januar 1999 kam die Gemeinde zur Woiwodschaft Ermland-Masuren und zum Powiat Olsztyński.

### Partnergemeinden
Die Gemeinde ist folgende Gemeindepartnerschaften eingegangen:
- 1994: Déols, Le Poinçonnet, Luant (Frankreich)
- 1996: Walkenried (Niedersachsen, Deutschland)
- 1998: Polessk (Oblast Kaliningrad, Russland)
- 1999: Strängnäs (Schweden)
- 2002: Maišiagala (Litauen)
- 2004: Felsőzsolca (Ungarn)
- 2005: Banská Štiavnica (Slowakei)
- Gmina Łapsze Niżne (Kleinpolen, Polen)

## Gliederung
Zur Stadt-und-Land-Gemeinde Olsztynek gehören die Stadt mit vier Siedlungen und 65 Dörfer (deutsche Namen, amtlich bis 1945) darunter 32 Schulzenämtern (Sołectwa):
- Ameryka (Pagelshof, bis 1917 Amerika)
- Dąb (Dembenofen)
- Drwęck (Dröbnitz)
- Elgnówko (Gilgenau)
- Gaj (Gay am Wittigwalde, 1932–1945 Neuhain)
- Gąsiorowo Olsztyneckie (Ganshorn b. Hohenstein)
- Jemiołowo (Mispelsee)
- Królikowo (Königsgut)
- Kunki (Kunchengut)
- Kurki-Ząbie (Kurken) und (Sombien)
- Łęciny (Langstein)
- Lichtajny (Königlich Lichteinen, 1931–1939 Lichteinen bei Hohenstein, 1939–1945 Köllmisch Lichteinen)
- Lipowo Kurkowskie (Lindenwalde)
- Łutynówko (Wenigsee)
- Łutynowo (Lautens)
- Mańki (Manchengut)
- Maróz (Groß Maransen)
- Mierki (Mörken)
- Mycyny (Meitzen)
- Nadrowo (Nadrau)
- Nowa Wieś Ostródzka (Neudorf)
- Pawłowo (Paulsgut)
- Samagowo (Sabangen)
- Sitno (Seythen)
- Sudwa (Sauden)
- Swaderki (Schwedrich)
- Świerkocin (Schwirgstein)
- Waplewo (Waplitz)
- Warlity Małe (Warglitten)
- Witramowo (Wittmannsdorf)
- Zawady (Sawadden, 1938–1945 Jungingen)
- Zezuty (Sensutten)

Kleinere Orte sind diesen Schulzenämtern zugeordnet:
- Cichogrąd (Mortzfeld) zu Zezuty
- Czarci Jar zu Drwęck
- Czerwona Woda (Rothwasser) zu Zawady
- Dębowo Góra (Eichberg) zu Nowa Wieś Ostródzka
- Gębiny (Heinrichsdorf) zu Zezuty
- Gibała (Giballen) zu Warlity Małe
- Jadamowo (Adamsheide) zu Waplewo
- Jagiełek (Jagielleck, nach 1933–1945 Forsthaus Hohenstein) zu Ameryka
- Juńcza (Julienhof) zu Królikowo
- Kąpity (Kompitten) zu Samagowo
- Kołatek (Schlagamühle) zu Mierki
- Lutek (Luttken) zu Kunki
- Makruty (Makrauten) zu Mańki
- Malinowo (Amalienhof) zu Witramowo
- Marązy (Forsthaus Maransen) zu Swaderki
- Marózek (Klein Maransen) zu Lipowo Kurkowskie
- Orzechowo (Nußtal) zu Swaderki
- Platyny (Platteinen) zu Warlity Małe
- Ruda Waplewska zu Waplewo
- Selwa (Sellwa, 1938–1945 Sellwen) zu Swaderki
- Smolanek (Jugendfelde) zu Gaj
- Spoguny (Spogahnen) zu Zezuty
- Stare Gaje zu Gaj
- Świętajny (Schwenteinen) zu Sudwa
- Świętajńska Karczma zu Sudwa
- Tolejny (Tolleinen) zu Łęciny
- Tolkmity (Tolkemüth) zu Samagowo
- Tomaszyn (Thomascheinen) zu Samagowo
- Warglewo zu Warlity Małe
- Waszeta (Waschetta, 1938–1945 Waschette) zu Świerkocin
- Wigwałd (Wittigwalde) zu Gaj
- Wilkowo (Wilken) zu Sudwa
- Witułty (Witulten) zu Zezuty

Sonstiges Orte: Młyn Borowy (Heidemühl), Kurecki Młyn (Kurkenmühle)

## Verkehr
Durch die Gemeinde verläuft die Schnellstraße S7 (Europastraße 77) von Danzig nach Warschau und endet die von Olsztyn (Allenstein)  kommende Schnellstraße 51. Von Olsztynek führt die Landesstraße DK58 über Szczytno (Ortelsburg) und Pisz (Johannisburg) nach Szczuczyn.
Bahnstationen an der Bahnstrecke Działdowo–Olsztyn sind der Bahnhof Olsztynek und der Haltepunkt Waplewo (Waplitz).
Der nächste größere internationale Flughafen ist Danzig.